# Dornbusch (Schalksmühle)
Dornbusch ist ein Ortsteil in der Gemeinde Schalksmühle im Märkischen Kreis im Regierungsbezirk Arnsberg in Nordrhein-Westfalen (Deutschland).

## Lage und Beschreibung
Der Wohnplatz befindet sich am nördlichen Ortsrand von Altenhülscheid auf einen Höhenzug zwischen dem Bach Sterbecke und einem von dessen Nebenflüssen. Der Ort ist über eine Zufahrt aus Hülscheid erreichbar, die auch Altenhülscheid, Kamp und Reineberge anbindet.
Weitere Nachbarorte auf dem Schalksmühler Gemeindegebiet sind Albringwerde, Sterbecke, Siepen, Berkey, Mummeshohl, Mesewinkel, Eichholz, Heedfeld, Kuhlenkeppig, Amphop und die Wüstung Hilmecke.

## Geschichte
Dornbusch war Teil der Gemeinde Hülscheid in der Bürgermeisterei Halver im Kreis Altena. Der Ort ist auf der Preußischen Uraufnahme von 1840 unbeschriftet verzeichnet. Ab der Preußischen Neuaufnahme von 1892 ist der Ort auf Messtischblättern der TK25 als Dornbusch verzeichnet.
1844 wurde die Gemeinde Hülscheid mit Dornbusch von dem Amt Halver abgespalten und dem neu gegründeten Amt Lüdenscheid zugewiesen.
Die Gemeinde- und Gutbezirksstatistik der Provinz Westfalen führt 1871 den Ort als Etablissement unter dem Namen Dornbusch mit einem Wohnhaus und vier Einwohnern auf.  Das Gemeindelexikon für die Provinz Westfalen gibt 1885 für Dornbusch eine Zahl von vier Einwohnern an, die in einem Wohnhaus lebten. 1895 besitzt der Ort ebenfalls ein Wohnhaus mit vier Einwohnern, 1905 werden ein Wohnhaus und sechs Einwohner angegeben.
1969 wurden die Gemeinden Hülscheid und Schalksmühle zur amtsfreien Großgemeinde (Einheitsgemeinde) Schalksmühle im Kreis Altena zusammengeschlossen, und Dornbusch gehört seitdem politisch zu Schalksmühle, das 1975 auf Grund des Sauerland/Paderborn-Gesetzes Teil des neu geschaffenen Märkischen Kreises wurde.
Heute hat der Ort keine Bewohner mehr, sondern dient in Gänze als Tierheim, das vom Tierschutzverein Lüdenscheid und Umgebung e. V. betrieben wird. Der Tierschutzverein wurde bereits 1913 gegründet und zählt aktuell rund 450 Mitglieder.